# 日本の戦争謝罪発言一覧
日本の戦争謝罪発言一覧（にほんのせんそうしゃざいはつげんいちらん）

## 1970年代

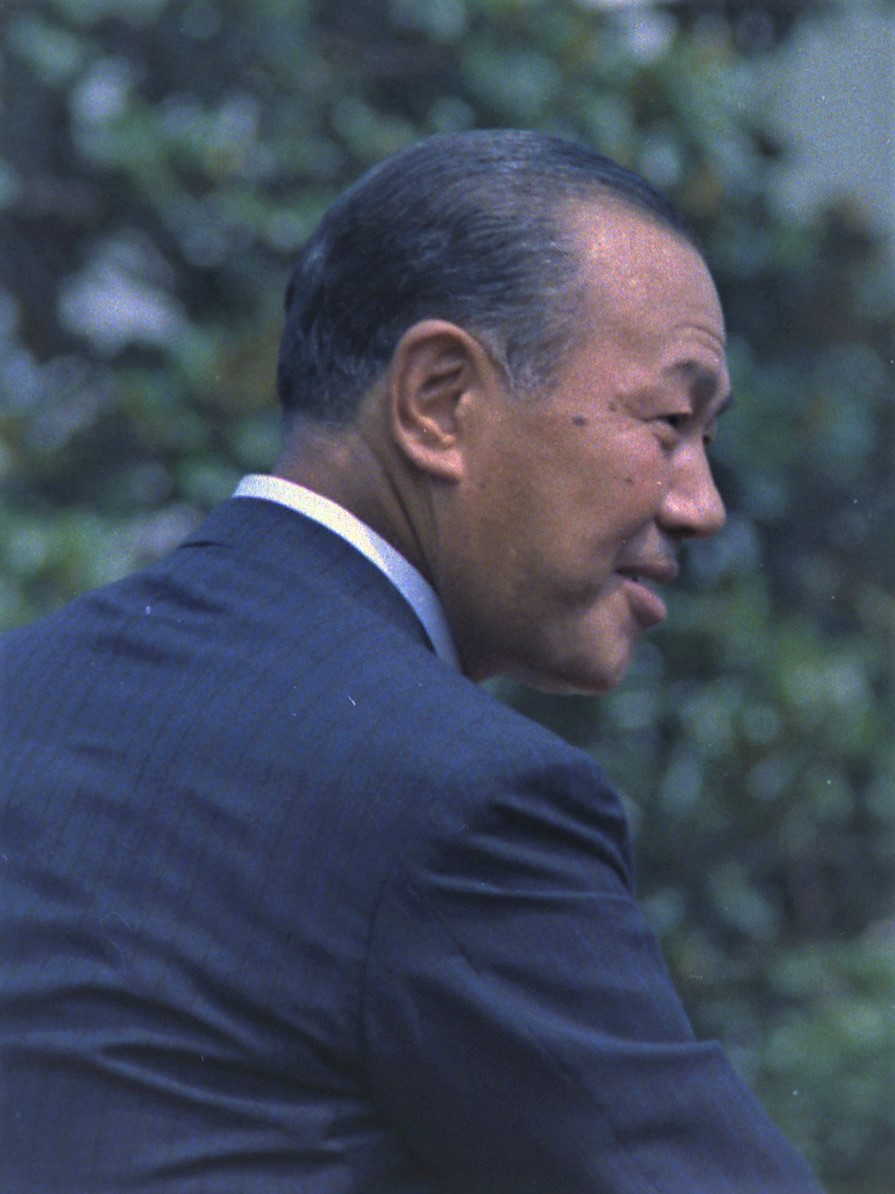

1. 1972年9月29日 - 田中角栄内閣総理大臣（以下首相）。「日本側は、過去において日本国が戦争を通じて中国国民に重大な損害を与えたことについての責任を痛感し、深く反省する。また、日本側は、中華人民共和国政府が提起した『復交三原則』を十分理解する立場に立って国交正常化の実現をはかるという見解を再確認する。中国側は、これを歓迎するものである。」 ―（田中角栄初訪中時）[1]

## 1980年代

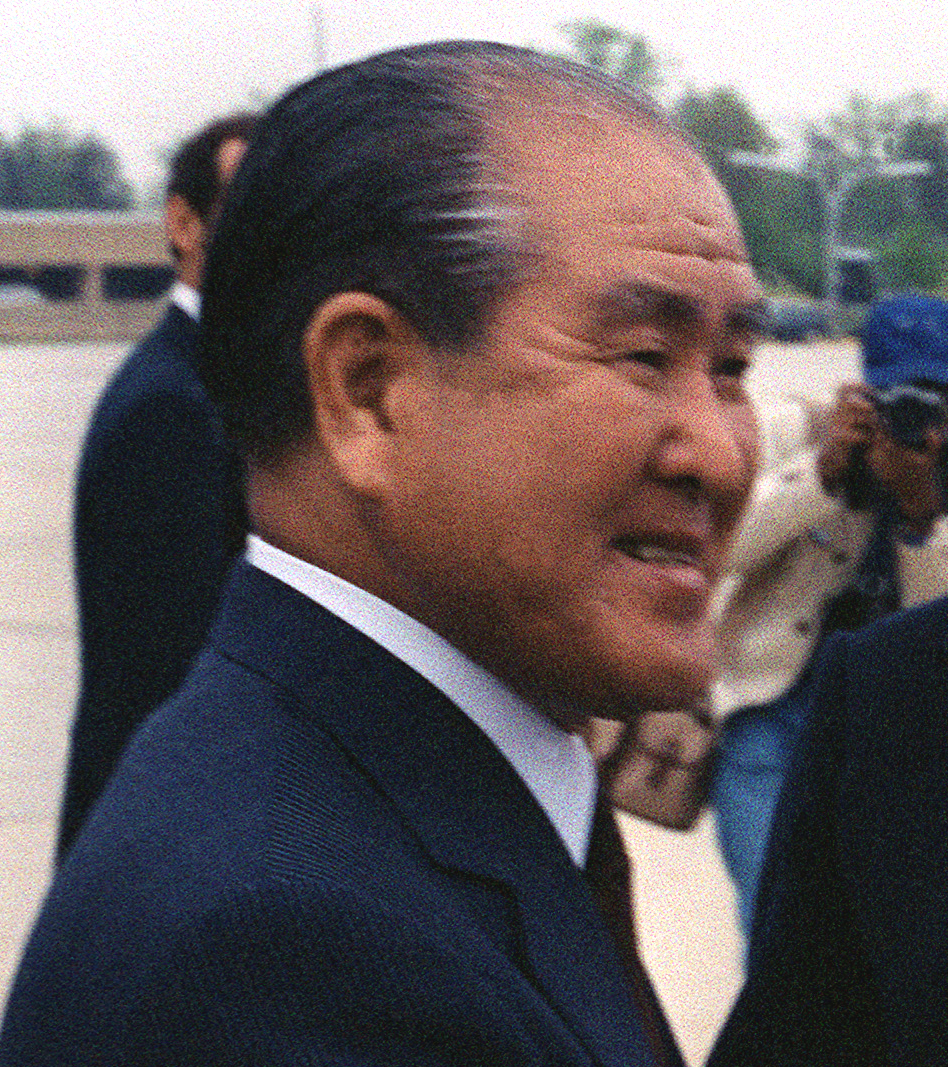

1. 1982年8月24日 - 鈴木善幸首相。「過去の戦争を通じ、重大な損害を与えた責任を深く痛感している」 「『侵略』という批判もあることは認識する必要がある」 ―（教科書問題での記者会見にて）[2]

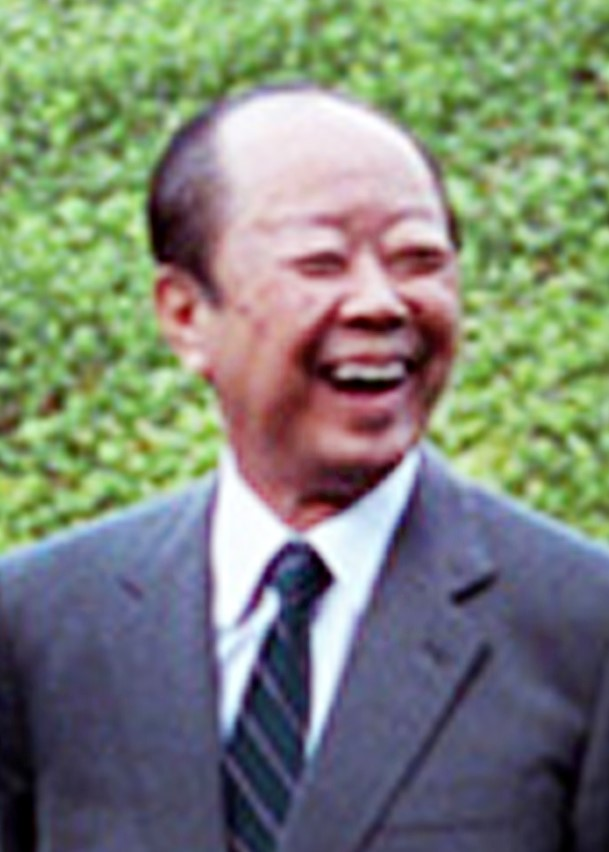

2. 1982年8月26日 - 宮澤喜一内閣官房長官。 「一、 日本政府及び日本国民は、過去において、我が国の行為が韓国・中国を含むアジアの国々の国民に多大の苦痛と損害を与えたことを深く自覚し、このようなことを二度と繰り返してはならないとの反省と決意の上に立って平和国家としての道を歩んできた。我が国は、韓国については、昭和四十年の日韓共同コミュニケの中において『過去の関係は遺憾であって深く反省している』との認識を、中国については日中共同声明において『過去において日本国が戦争を通じて中国国民に重大な損害を与えたことの責任を痛感し、深く反省する』との認識を述べたが、これも前述の我が国の反省と決意を確認したものであり、現在においてもこの認識にはいささかの変化もない。二、 このような日韓共同コミュニケ、日中共同声明の精神は我が国の学校教育、教科書の検定にあたっても、当然、尊重されるべきものであるが、今日、韓国、中国等より、こうした点に関する我が国教科書の記述について批判が寄せられている。我が国としては、アジアの近隣諸国との友好、親善を進める上でこれらの批判に十分に耳を傾け、政府の責任において是正する。三、 このため、今後の教科書検定に際しては、教科用図書検定調査審議会の議を経て検定基準を改め、前記の趣旨が十分実現するよう配慮する。すでに検定の行われたものについては、今後すみやかに同様の趣旨が実現されるよう措置するが、それ迄の間の措置として文部大臣が所見を明らかにして、前記二の趣旨を教育の場において十分反映せしめるものとする。四、 我が国としては、今後とも、近隣国民との相互理解の促進と友好協力の発展に努め、アジアひいては世界の平和と安定に寄与していく考えである。」[3]

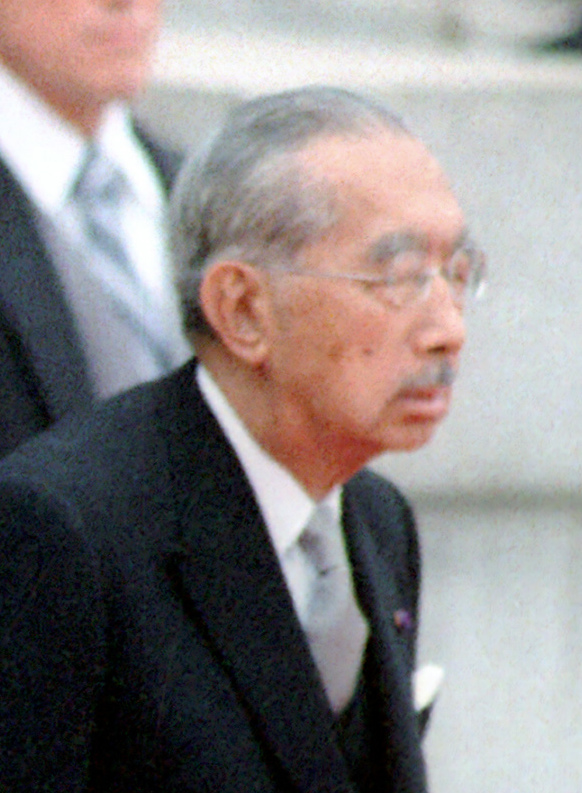

3. 1984年9月6日 - 昭和天皇。 「…今世紀の一時期において、両国の間に不幸な過去が存したことは誠に遺憾であり、再び繰り返されてはならないと思います。」　―（大韓民国の全斗煥大統領が国賓として初訪日した際の歓迎の宮中晩餐会での勅語）[4]

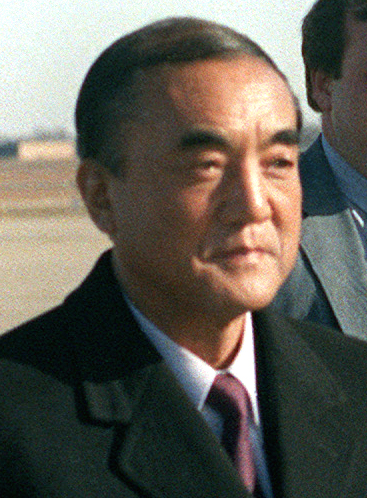

4. 1984年9月7日 - 中曽根康弘首相。 「貴国および貴国民に多大な困難をもたらした」「深い遺憾の念を覚える」―（同首相歓迎晩餐会にて）[5]

5. 1986年8月14日 - 後藤田正晴内閣官房長官。「…しかしながら、靖国神社がいわゆるA級戦犯を合祀していること等もあって、昨年実施した公式参拝は、過去における我が国の行為により多大の苦痛と損害を蒙った近隣諸国の国民の間に、そのような我が国の行為に責任を有するＡ級戦犯に対して礼拝したのではないかとの批判を生み、ひいては、我が国が様々な機会に表明してきた過般の戦争への反省とその上に立った平和友好への決意に対する誤解と不信さえ生まれるおそれがある。それは、諸国民との友好増進を念願する我が国の国益にも、そしてまた、戦没者の究極の願いにも副う所以ではない。」　―（官房長官談話にて）[6]

## 1990年代

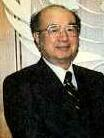

1. 1990年（平成2年）4月18日 - 中山太郎外務大臣。「自分の意思ではなしに、当時の日本政府の意思によってサハリンに強制移住をさせられ就労させられた方々が、戦争の終結とともにかつての祖国に帰れずに、そのまま現地にとどまって暮さざるを得なかったという一つのこの悲劇は、まことにこの方々に対して日本としても心から済まなかったという気持ちを持っております。」[7]

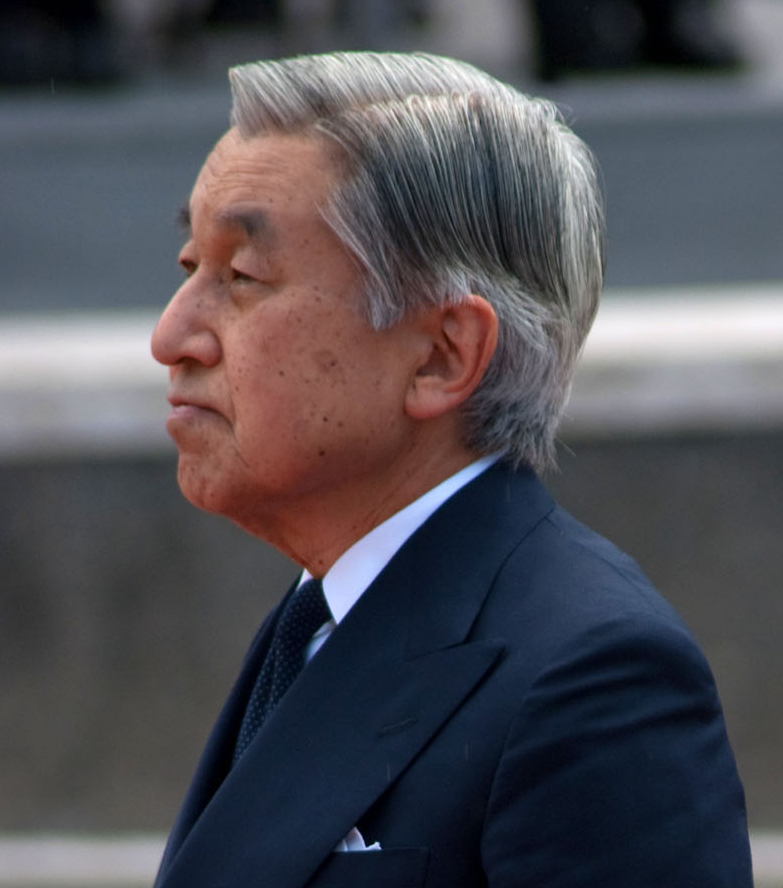

2. 1990年5月24日 - 明仁天皇。 「昭和天皇が『今世紀の一時期において、両国の間に不幸な過去が存したことは誠に遺憾であり、再び繰り返されてはならない』と述べられたことを思い起こします。我が国によってもたらされたこの不幸な時期に、貴国の人々が味わわれた苦しみを思い、私は痛惜の念を禁じえません。」　―（韓国の盧泰愚大統領が国賓として初訪日した際の歓迎の宮中晩餐会での勅語）[8]

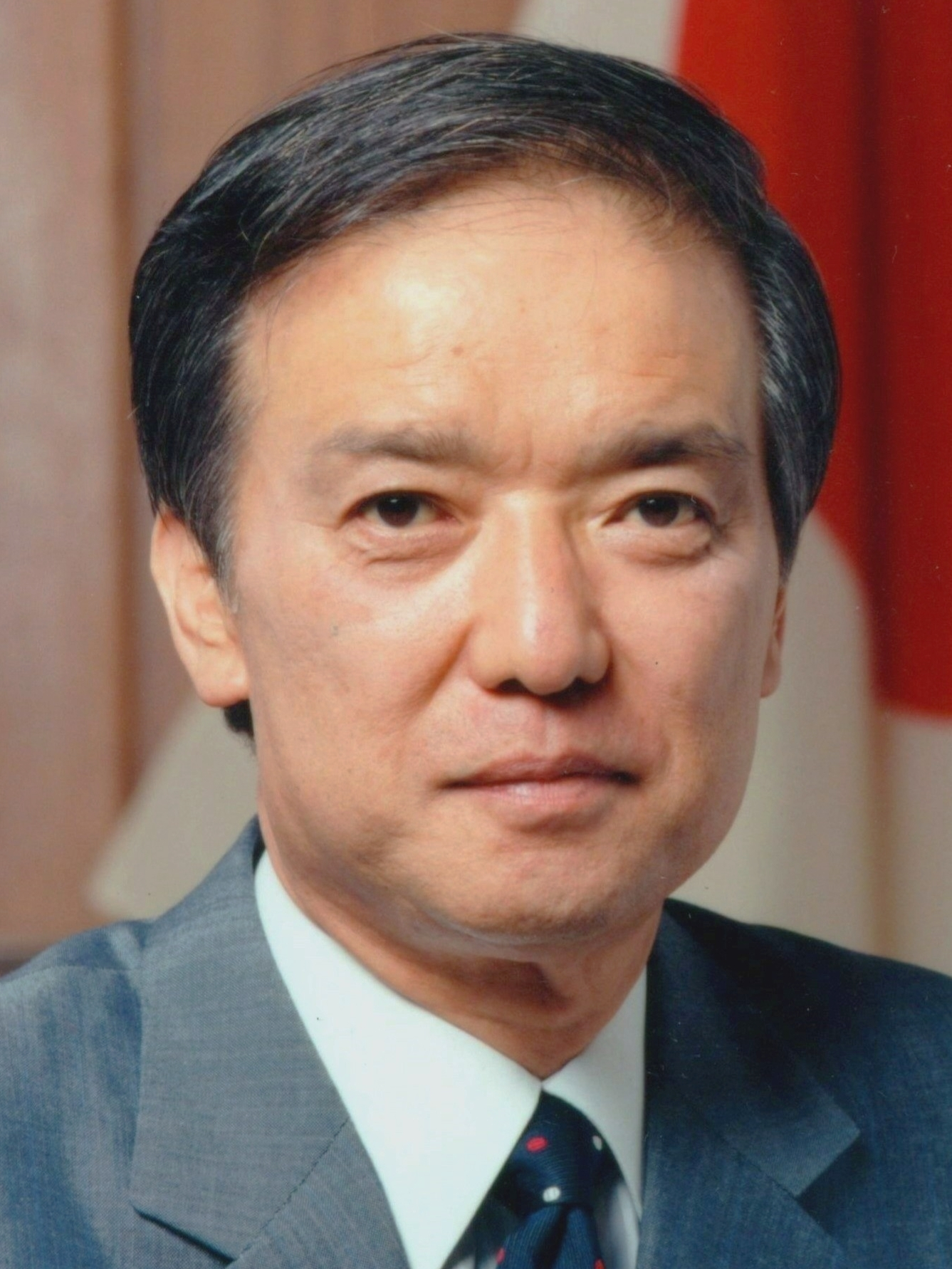

3. 1990年5月25日 - 海部俊樹首相。「私は、大統領閣下をお迎えしたこの機会に、過去の一時期，朝鮮半島の方々が我が国の行為により耐え難い苦しみと悲しみを体験されたことについて謙虚に反省し、率直にお詫びの気持を申し述べたいと存じます。」―（同首相歓迎晩餐会にて）[9]

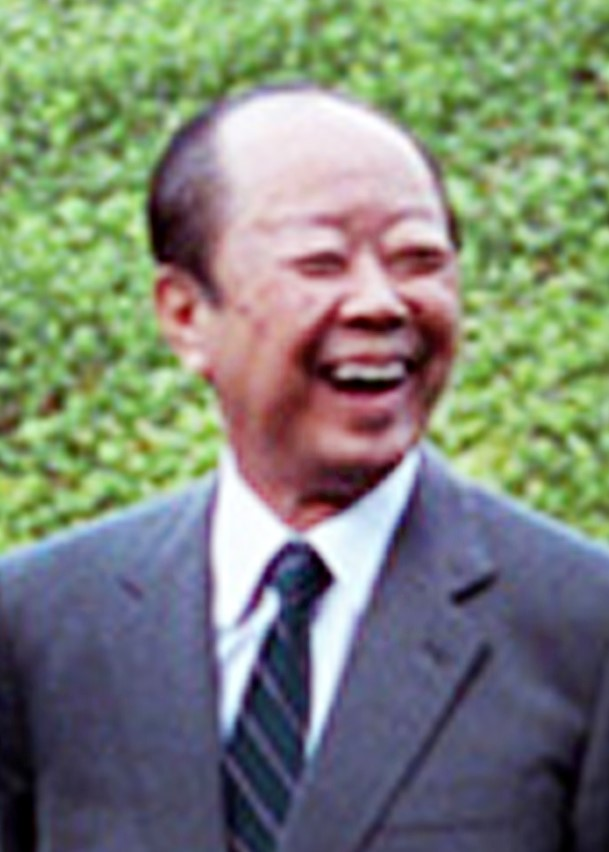

4. 1992年（平成4年）1月16日 - 宮澤喜一首相。「私たち日本国民は，まずなによりも，過去の一時期，貴国国民が我が国の行為によって耐え難い苦しみと悲しみを体験された事実を想起し、反省する気持ちを忘ないようにしなければなりません。私は、総理として改めて貴国国民に対して反省とお詫びの気持ちを申し述べたいと思います。」―（韓国の盧泰愚大統領の二度目の訪日時の晩餐会にて）[10][注釈 1]

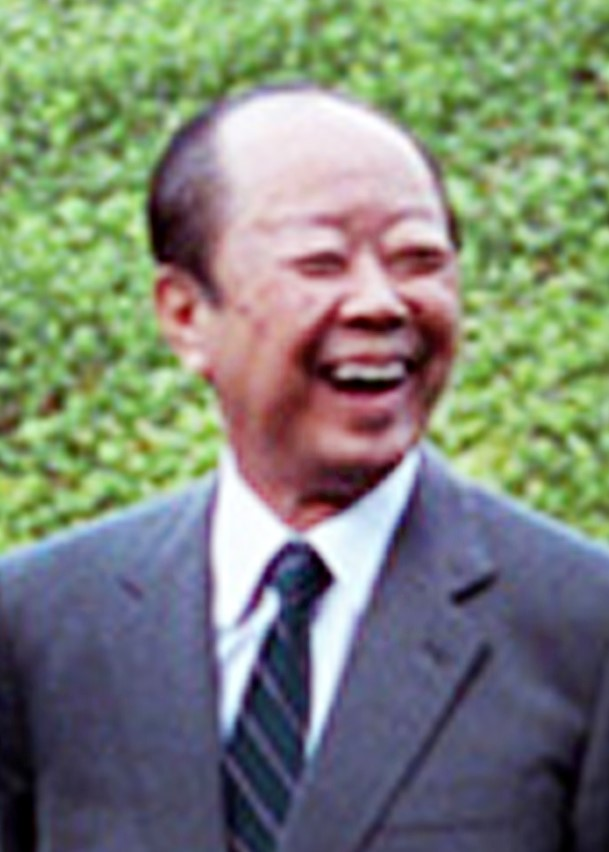

5. 1992年1月17日 - 宮澤喜一首相。「我が国と貴国との関係で忘れてはならないのは、数千年にわたる交流のなかで、歴史上の一時期に，我が国が加害者であり、貴国がその被害者だったという事実であります。私は、この間、朝鮮半島の方々が我が国の行為により耐え難い苦しみと悲しみを体験されたことについて、ここに改めて、心からの反省の意とお詫びの気持ちを表明いたします。最近、いわゆる従軍慰安婦の問題が取り上げられていますが，私は、このようなことは実に心の痛むことであり，誠に申し訳なく思っております。」[11]

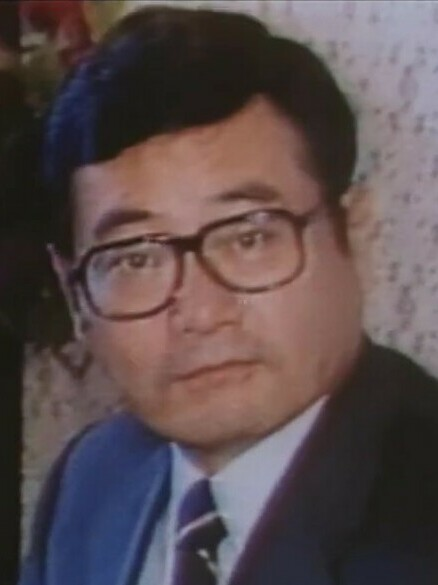

6. 1992年7月6日 - 加藤紘一内閣官房長官。「政府としては、国籍、出身地の如何を問わず、いわゆる従軍慰安婦として筆舌に尽くし難い辛苦をなめられた全ての方々に対し、改めて衷心よりお詫びと反省の気持ちを申し上げたい。また、このような過ちを決して繰り返してはならないという深い反省と決意の下に立って、平和国家としての立場を堅持するとともに、未来に向けて新しい日韓関係及びその他のアジア諸国、地域との関係を構築すべく努力していきたい。」[12]

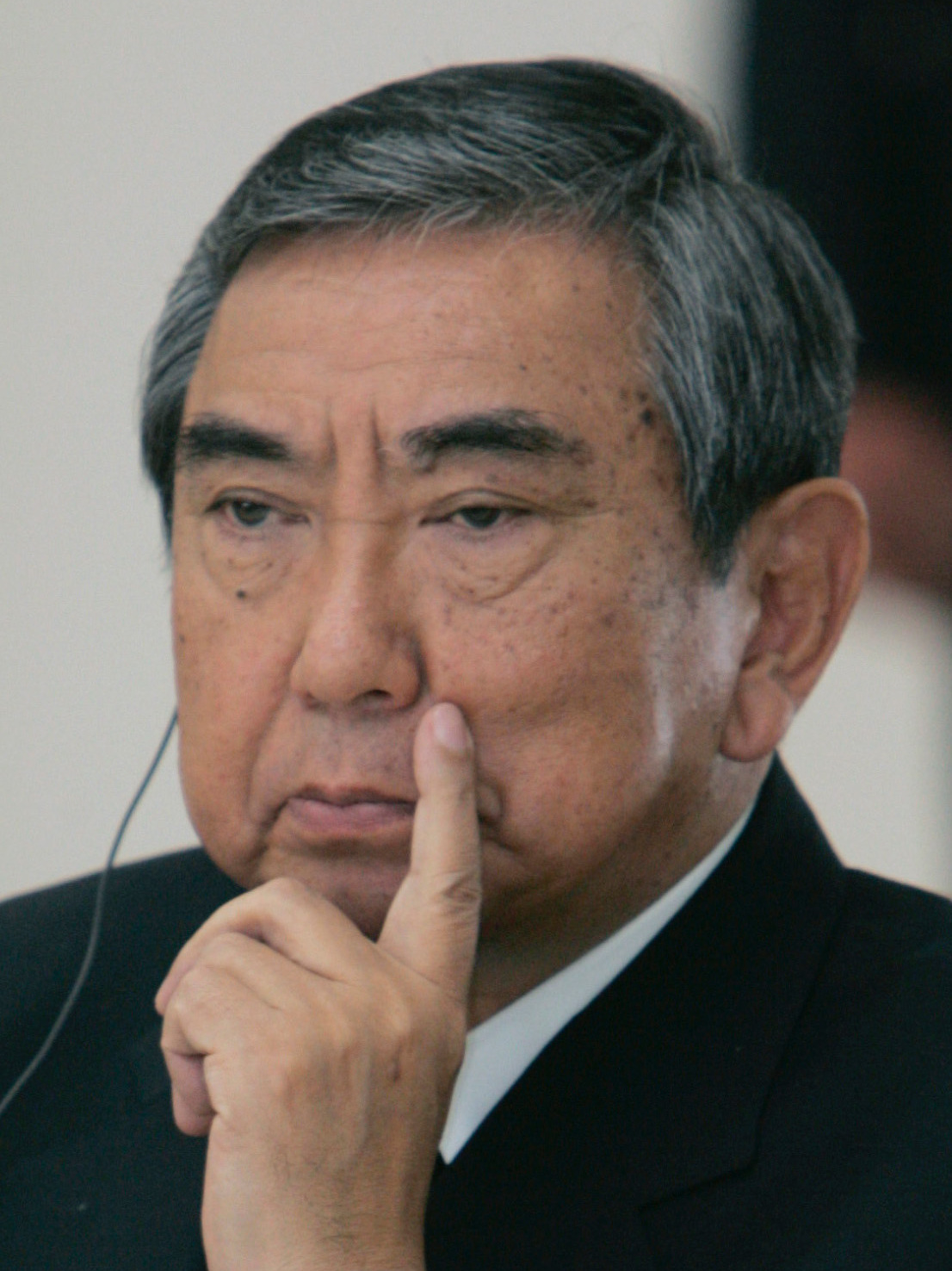

7. 1993年（平成5年）8月4日 - 河野洋平内閣官房長官。「いずれにしても、本件は、当時の軍の関与の下に、多数の女性の名誉と尊厳を深く傷つけた問題である。政府は、この機会に、改めて、その出身地のいかんを問わず、いわゆる従軍慰安婦として数多の苦痛を経験され、心身にわたり癒しがたい傷を負われたすべての方々に対し心からお詫びと反省の気持ちを申し上げる。」(いわゆる河野談話）[13][14]

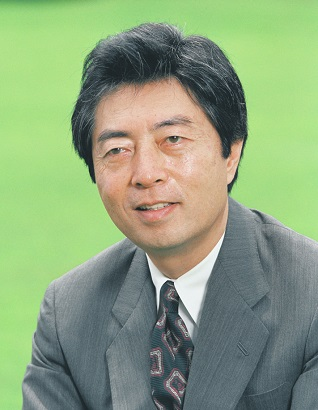

8. 1993年8月23日 - 細川護煕首相（日本新党所属）。「それから四十八年を経て我が国は今や世界で有数の繁栄と平和を享受する国となることができました。それはさきの大戦でのたっとい犠牲の上に築かれたものであり、先輩世代の皆様方の御功績のたまものであったことを決して忘れてはならないと思います。我々はこの機会に世界に向かって過去の歴史への反省と新たな決意を明確にすることが肝要であると考えます。まずはこの場をかりて、過去の我が国の侵略行為や植民地支配などが多くの人々に耐えがたい苦しみと悲しみをもたらしたことに改めて深い反省とおわびの気持ちを申し述べる」[15]

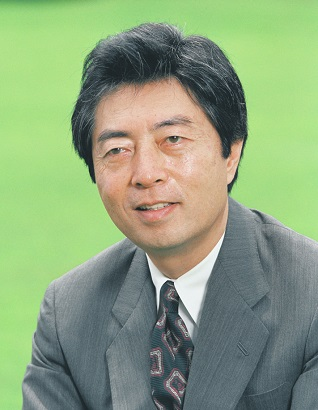

9. 1993年9月24日 - 細川護煕首相。「私が侵略戦争、侵略行為という表現を用いましたのは、過去の我が国の行為が多くの人々に耐えがたい苦しみと悲しみをもたらしたとの同一の認識を率直に述べたものでございまして、改めて深い反省とおわびの気持ちを表明したものでございます。」[16]

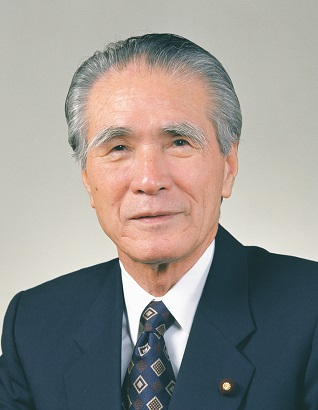

10. 1994年（平成6年）8月31日 - 村山富市首相（日本社会党所属）。「我が国が過去の一時期に行った行為は、国民に多くの犠牲をもたらしたばかりでなく、アジアの近隣諸国等の人々に、いまなお癒しがたい傷痕を残しています。私は、我が国の侵略行為や植民地支配などが多くの人々に耐え難い苦しみと悲しみをもたらしたことに対し、深い反省の気持ちに立って、不戦の決意の下、世界平和の創造に向かって力を尽くしていくことが、これからの日本の歩むべき進路であると考えます。我が国は、アジアの近隣諸国等との関係の歴史を直視しなければなりません。日本国民と近隣諸国民が手を携えてアジア・太平洋の未来をひらくには、お互いの痛みを克服して構築される相互理解と相互信頼という不動の土台が不可欠です…いわゆる従軍慰安婦問題は、女性の名誉と尊厳を深く傷つけた問題であり、私はこの機会に、改めて、心からの深い反省とお詫びの気持ちを申し上げたいと思います。我が国としては、このような問題も含め、過去の歴史を直視し、正しくこれを後世に伝えるとともに、関係諸国等との相互理解の一層の増進に努めることが、我が国のお詫びと反省の気持ちを表すことになると考えており、本計画は、このような気持ちを踏まえたものであります。」[17]

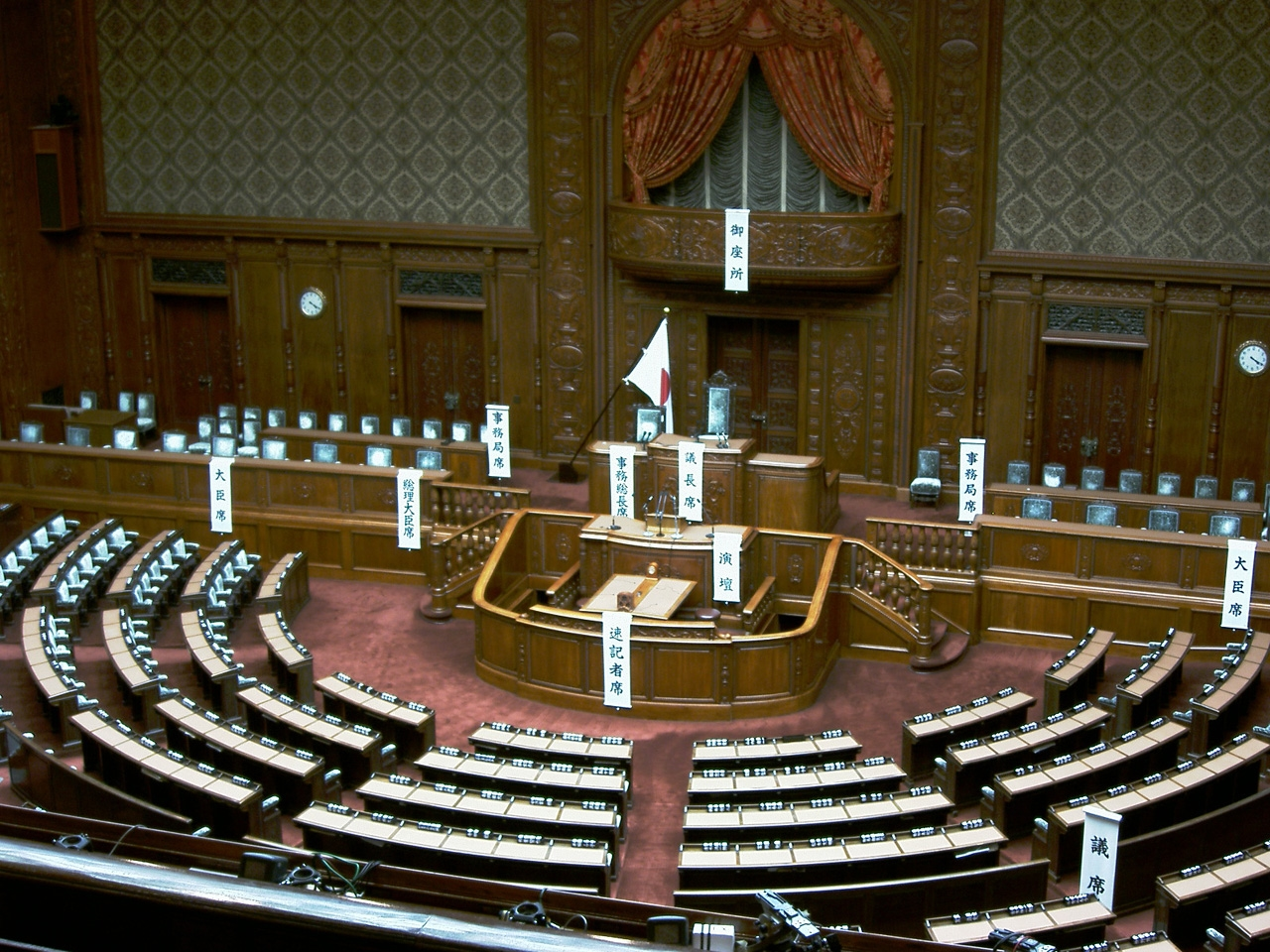

11. 1995年（平成7年）6月9日 - 衆議院決議。「また、世界の近代史における数々の植民地支配や侵略行為に想いをいたし、我が国が過去に行ったこうした行為や他国民とくにアジア諸国民に与えた苦痛を認識し、深い反省の念を表明する。」（いわゆる戦後50年衆院決議）[18]

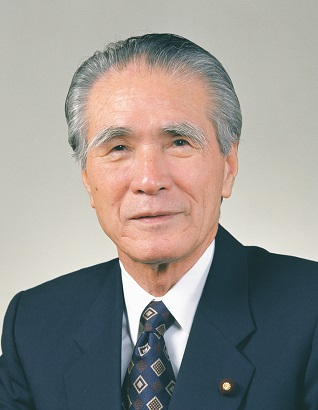

12. 1995年7月 - 村山富市首相。「いわゆる従軍慰安婦の問題もそのひとつです。この問題は、旧日本軍が関与して多くの女性の名誉と尊厳を深く傷つけたものであり、とうてい許されるものではありません。私は、従軍慰安婦として心身にわたり癒しがたい傷を負われたすべての方々に対して、深くおわびを申し上げたいと思います。」[19]

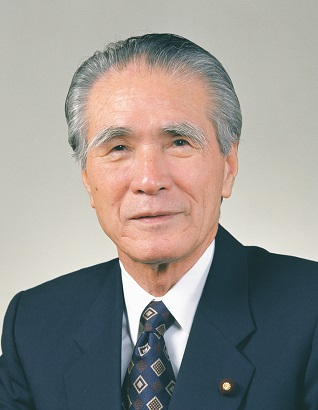

13. 1995年8月15日 - 村山富市首相。「わが国は、遠くない過去の一時期、国策を誤り、戦争への道を歩んで国民を存亡の危機に陥れ、植民地支配と侵略によって、多くの国々、とりわけアジア諸国の人々に対して多大の損害と苦痛を与えました。私は、未来に過ち無からしめんとするが故に、疑うべくもないこの歴史の事実を謙虚に受け止め、ここにあらためて痛切な反省の意を表し、心からのお詫びの気持ちを表明いたします。また、この歴史がもたらした内外すべての犠牲者に深い哀悼の念を捧げます。敗戦の日から50周年を迎えた今日、わが国は、深い反省に立ち、独善的なナショナリズムを排し、責任ある国際社会の一員として国際協調を促進し、それを通じて、平和の理念と民主主義とを押し広めていかなければなりません。同時に、わが国は、唯一の被爆国としての体験を踏まえて、核兵器の究極の廃絶を目指し、核不拡散体制の強化など、国際的な軍縮を積極的に推進していくことが肝要であります。これこそ、過去に対するつぐないとなり、犠牲となられた方々の御霊を鎮めるゆえんとなると、私は信じております。」（いわゆる村山談話）[20]

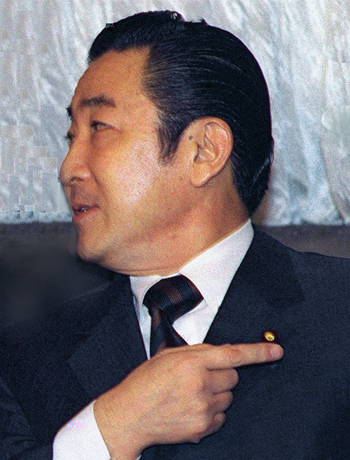

14. 1996年（平成8年）6月23日 - 橋本龍太郎首相。「例えば創氏改名といったこと。我々が全く学校の教育の中では知ることのなかったことでありましたし、そうしたことがいかに多くのお国の方々の心を傷つけたかは想像に余りあるものがあります…また、今、従軍慰安婦の問題に触れられましたが、私はこの問題ほど女性の名誉と尊厳を傷つけた 問題はないと思います。そして、心からおわびと反省の言葉を申し上げたいと思います。」 ―（橋本首相の初の訪韓における日韓共同記者会見にて）[21]

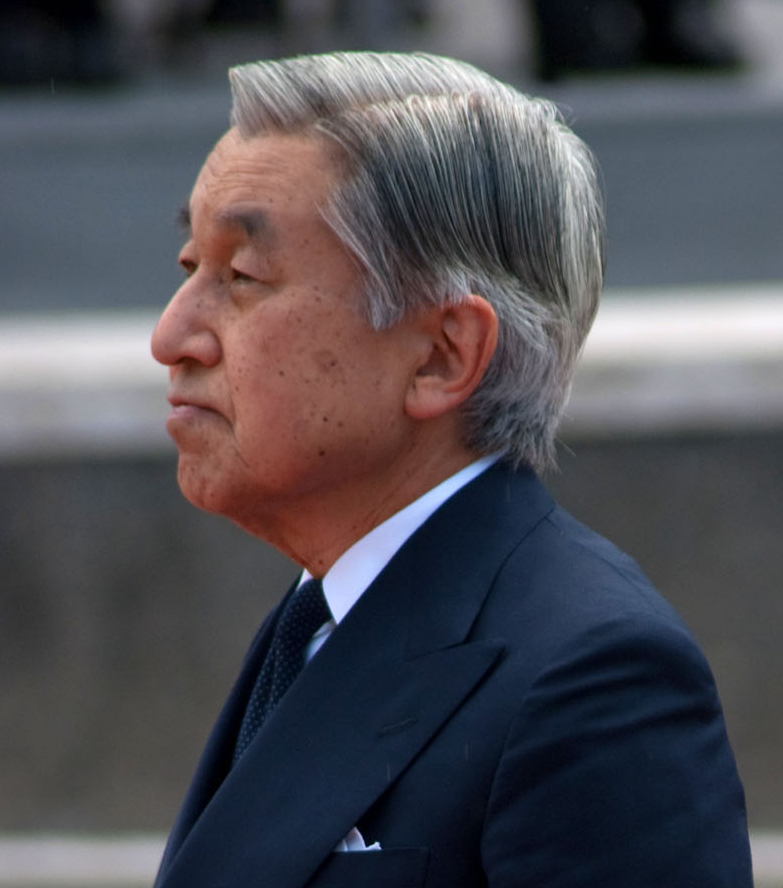

15. 1996年10月8日 - 明仁天皇。「このような密接な交流の歴史のある反面、一時期、わが国が朝鮮半島の人々に大きな苦しみをもたらした時代がありました。そのことに対する深い悲しみは、常に、私の記憶にとどめられております。」 ―（韓国の金大中大統領の国賓としての訪日、歓迎宮中晩餐会での勅語）[22]

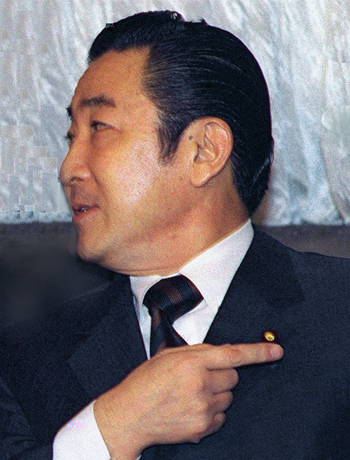

16. 1997年（平成9年）8月28日 - 橋本龍太郎首相。「私は、我が国が、歴史の教訓を学び、まさに、『前事を忘れず、後事の戒めとする』という視点が広く国民の中に定着していると確信しております。私自身も一昨年村山前総理が発表した内閣総理大臣談話、すなわち『植民地支配と侵略によって、多くの国々、取り分けアジア諸国の人々に対して多大の損害と苦痛を与えた』『歴史の事実を謙虚に受け止め、ここに改めて痛切な反省の意を表し、心からのお詫びの気持を表明』するとの考えと同じ考えを持っています。この内閣総理大臣談話を決定したとき、私も内閣の一員でございました。日本国内の一部に中国側の感情を刺激しかねない発言があったとしても、日本という国が将来、軍事大国にならず平和国家としての道を歩み続ける決意であることは、我々日本人にとっては、自明なことであると考えます。しかしながら、自らに明らかなことではあっても、中国を始めとするアジア諸国に不信が生まれないような努力は弛まなく続けていく必要があります。昨年来、我が国の安全保障の根幹である日米安全保障体制につきましても、中国側から様々な形で見解が表明されているわけですが、この問題もやはり対話を重ねることにより、中国側の懸念を解いていく努力が不可欠でありますし、現在進めている『指針』見直しの作業も引き続き透明性をもって行ってまいりたいと考えております。日米安保共同宣言[注釈 2] において明確に述べられておりますように、日米両国は、アジア太平洋地域の安定と繁栄にとり中国が肯定的かつ建設的な役割を果たすことが極めて重要であると考えており、この関連で、中国との協力を更に深めていかなければなりません」[23]

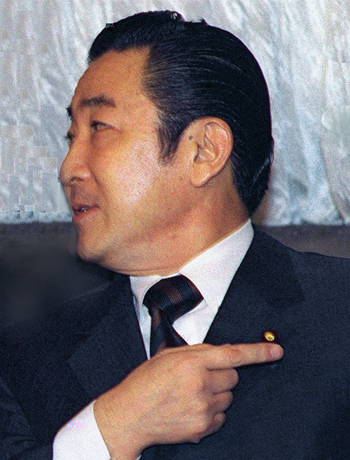

17. 1997年9月6日 - 橋本龍太郎首相。「日本政府は、第二次世界大戦敗戦の日から五十周年の1995年、内閣総理大臣談話という形をとりまして、我が国として、過去の日本の行為が中国を含む多くの人々に対し、耐え難い悲しみと苦しみを与えた、これに対して深い反省の気持ちの上に立ち、お詫びを申し上げながら、平和のために力を尽くそうとの決意を発表しました。私自身がその談話の作成に関わった閣僚の一人です。そしてこれが日本政府の正式な態度である、立場であることを繰り返し申し上げたいと思います。そしてこのことは首脳間における論議の中でも、中国側に私も率直に申し上げ、李鵬総理も私の発言に完全に同意すると、そう言って頂きました。」[24]

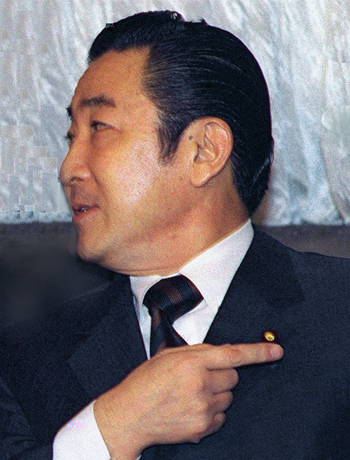

18. 1998年（平成10年）7月15日 - 橋本龍太郎首相。「我が国政府は、いわゆる従軍慰安婦問題に関して、道義的な責任を痛感しており、国民的な償いの気持ちを表すための事業を行っている「女性のためのアジア平和国民基金」と協力しつつ、この問題に対し誠実に対応してきております。私は、いわゆる従軍慰安婦問題は、当時の軍の関与の下に多数の女性の名誉と尊厳を深く傷つけた問題と認識しており、数多の苦痛を経験され、心身にわたり癒しがたい傷を負われたすべての元慰安婦の方々に対し心からのおわびと反省の気持ちを抱いていることを貴首相にお伝えしたいと思います」「我々は、過去の重みからも未来への責任からも逃げるわけにはまいりません。我が国としては、過去の歴史を直視し、正しくこれを後世に伝えながら、2000年には交流400周年を迎える貴国との友好関係を更に増進することに全力を傾けてまいりたいと思います。」　―（オランダ王国のコック首相への書簡）[25]

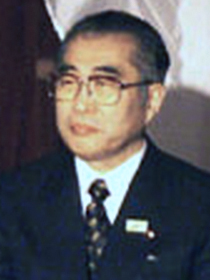

19. 1998年10月8日 - 小渕恵三首相。「両首脳は、日韓両国が21世紀の確固たる善隣友好協力関係を構築していくためには、両国が過去を直視し相互理解と信頼に基づいた関係を発展させていくことが重要であることにつき意見の一致をみた。小渕総理大臣は、今世紀の日韓両国関係を回顧し、我が国が過去の一時期韓国国民に対し植民地支配により多大の損害と苦痛を与えたという歴史的事実を謙虚に受けとめ、これに対し、痛切な反省と心からのお詫びを述べた。金大中大統領は、かかる小渕総理大臣の歴史認識の表明を真摯に受けとめ、これを評価すると同時に、両国が過去の不幸な歴史を乗り越えて和解と善隣友好協力に基づいた未来志向的な関係を発展させるためにお互いに努力することが時代の要請である旨表明した。」(日韓共同宣言 21世紀に向けた新たな日韓パートナーシップ)[26]

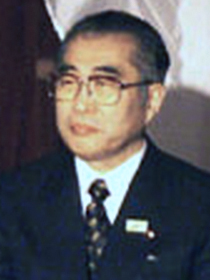

20. 1998年11月26日 - 小渕恵三首相。「双方は、過去を直視し歴史を正しく認識することが、日中関係を発展させる重要な基礎であると考える。日本側は、1972年の日中共同声明及び1995年 8月15日の内閣総理大臣談話を遵守し、過去の一時期の中国への侵略によって中国国民に多大な災難と損害を与えた責任を痛感し、これに対し深い反省を表明した。中国側は、日本側が歴史の教訓に学び、平和発展の道を堅持することを希望する。双方は、この基礎の上に長きにわたる友好関係を発展させる。」[27]

## 2000年代
1. 2000年（平成12年）8月17日 - 山崎隆一郎外務報道官。「本記事では、日本が第二次大戦中の行為について、中国に対して一度も謝罪をしていないと書かれているが、実際には日本は戦争中の行為について繰り返し謝罪を表明してきている。とりわけ、1995年8月に、村山総理（当時）が公式談話を発表し、日本が『植民地支配と侵略によって、多くの国々、とりわけアジア諸国の人々に対して多大の損害と苦痛を与えました』と述べ、『痛切な反省の意』と『心からのお詫びの気持ち』を表明し、また、1998年に、小渕総理（当時）が、日本を公式訪問した江沢民主席に対して、村山談話を再確認している。」[28]

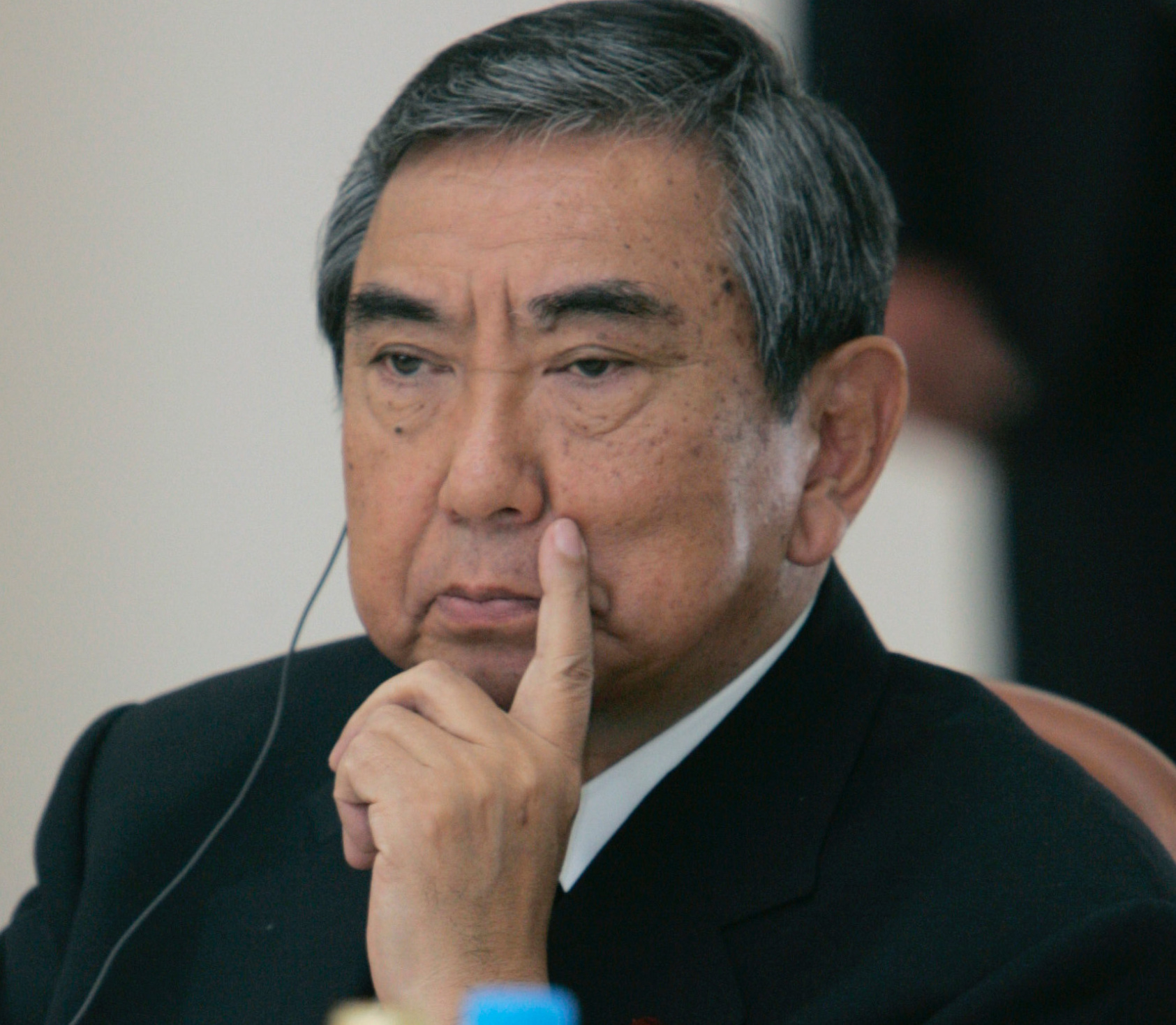

2. 2000年8月30日 - 河野洋平外務大臣。「私は、歴史認識については、戦後50周年に閣議決定を経て発出された村山総理談話で我が国の考え方ははっきりしていると考えています。私も閣僚の一人として、この談話の作成に携わりましたが、これはその後の歴代内閣にも引き継がれ、今や多くの日本人の常識であり、共通の認識であると言えます。」[29]

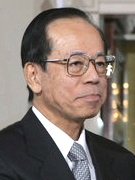

3. 2001年（平成13年）4月3日 - 福田康夫内閣官房長官。「因みに、我が国政府の歴史に関する基本認識については、戦後50周年の平成7年8月15日に発出された内閣総理大臣談話にあるとおり、我が国は、遠くない過去の一時期、植民地支配と侵略によって、多くの国々、とりわけアジア諸国の人々に対して多大の損害と苦痛を与えた事実を謙虚に受け止め、そのことについて痛切な反省と心からのお詫びの気持ちを表明するというものである。こうした認識は、その後の歴代内閣においても引き継がれてきており、現内閣においても、この点に何ら変わりはない。」[30]

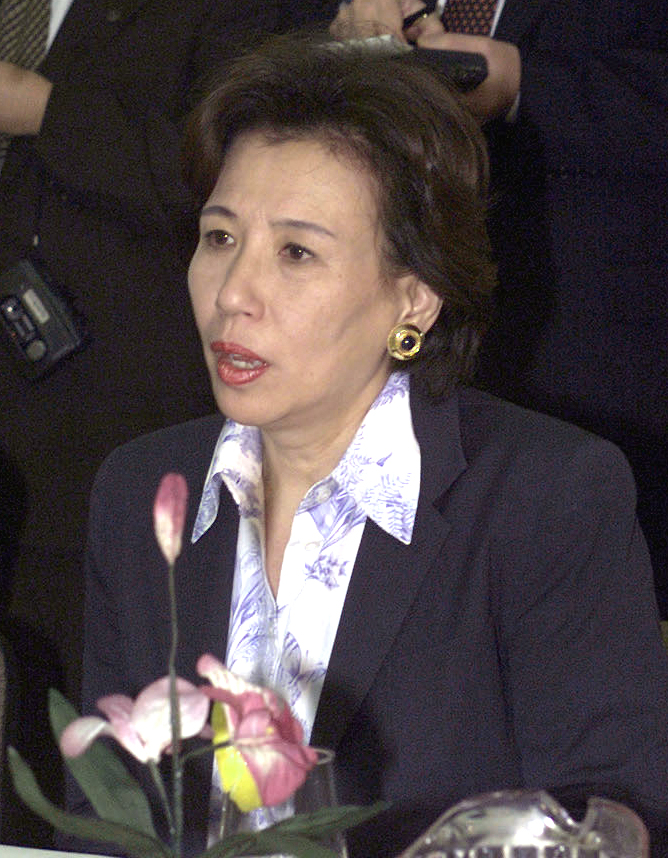

4. 2001年9月8日 - 田中眞紀子外務大臣。「日本は、先の大戦において多くの国の人々に対して多大な損害と苦痛を与えたことを決して忘れてはおりません。多くの人々が貴重な命を失ったり、傷を負われました。また、元戦争捕虜を含む多くの人々の間に癒しがたい傷跡を残しています。こうした歴史の事実を謙虚に受け止め、1995年の村山内閣総理大臣談話の痛切な反省の意及び心からのお詫びの気持ちをここに再確認いたします。」 [31]

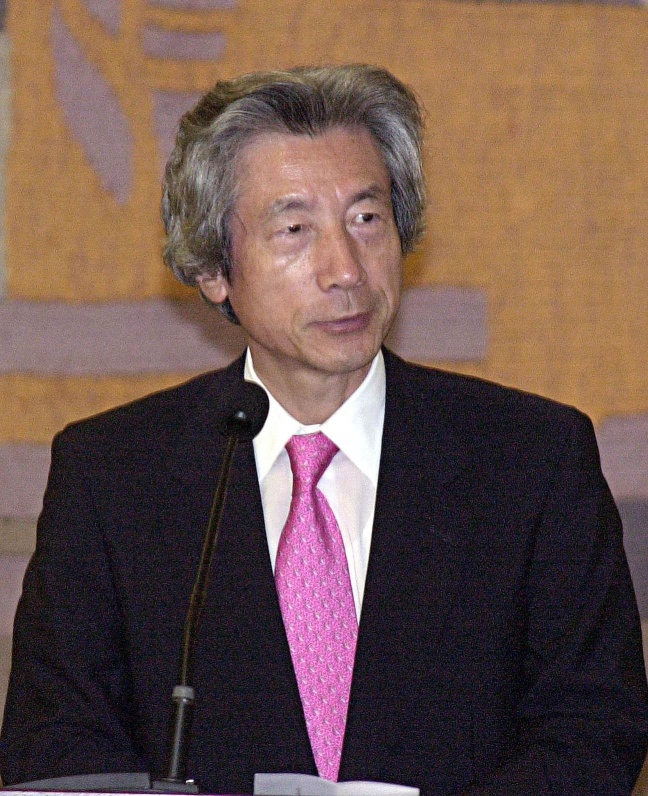

5. 2001年10月15日 - 小泉純一郎首相。「日本の植民地支配により韓国国民に多大な損害と苦痛を与えたことに心からの反省とおわびの気持ちを持った。」[32]

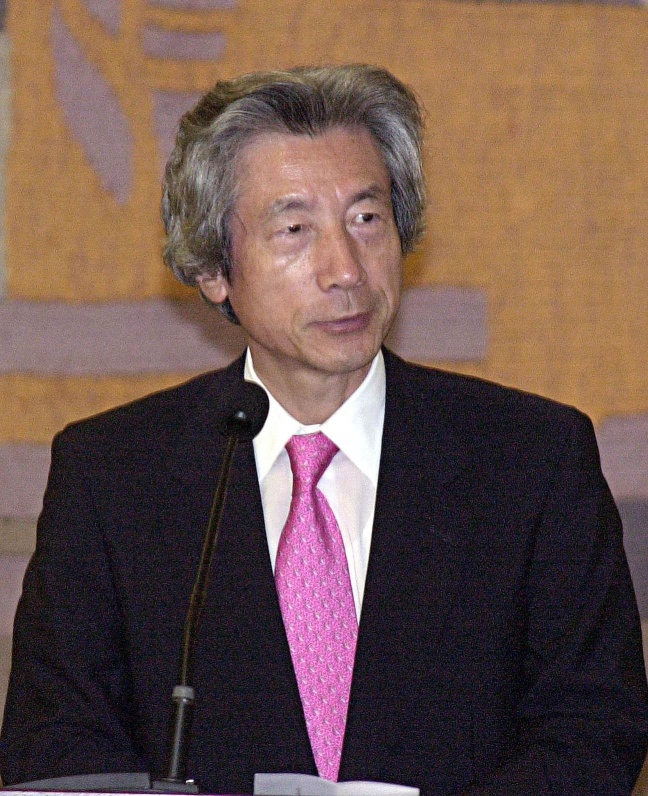

6. 2001年 - 小泉純一郎首相。「いわゆる従軍慰安婦問題は、当時の軍の関与の下に、多数の女性の名誉と尊厳を深く傷つけた問題でございました。私は、日本国の内閣総理大臣として改めて、いわゆる従軍慰安婦として数多の苦痛を経験され、心身にわたり癒しがたい傷を負われたすべての方々に対し、心からおわびと反省の気持ちを申し上げます。 我々は、過去の重みからも未来への責任からも逃げるわけにはまいりません。わが国としては、道義的な責任を痛感しつつ、おわびと反省の気持ちを踏まえ、過去の歴史を直視し、正しくこれを後世に伝えるとともに、いわれなき暴力など女性の名誉と尊厳に関わる諸問題にも積極的に取り組んでいかなければならないと考えております…。」[33]

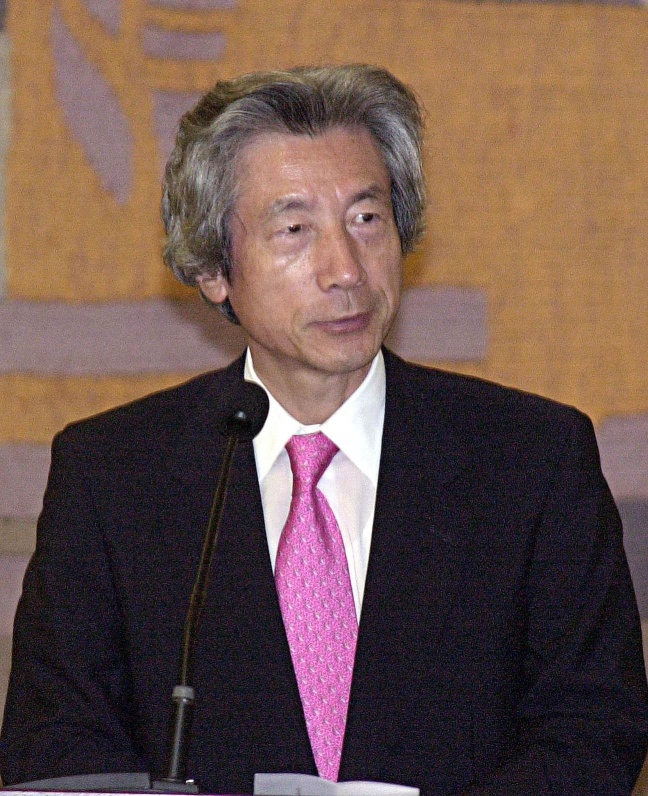

7. 2002年（平成14年）9月17日 - 小泉純一郎首相。「日本側は、過去の植民地支配によって、朝鮮の人々に多大の損害と苦痛を与えたという歴史の事実を謙虚に受け止め、痛切な反省と心からのお詫びの気持ちを表明した。」[34]

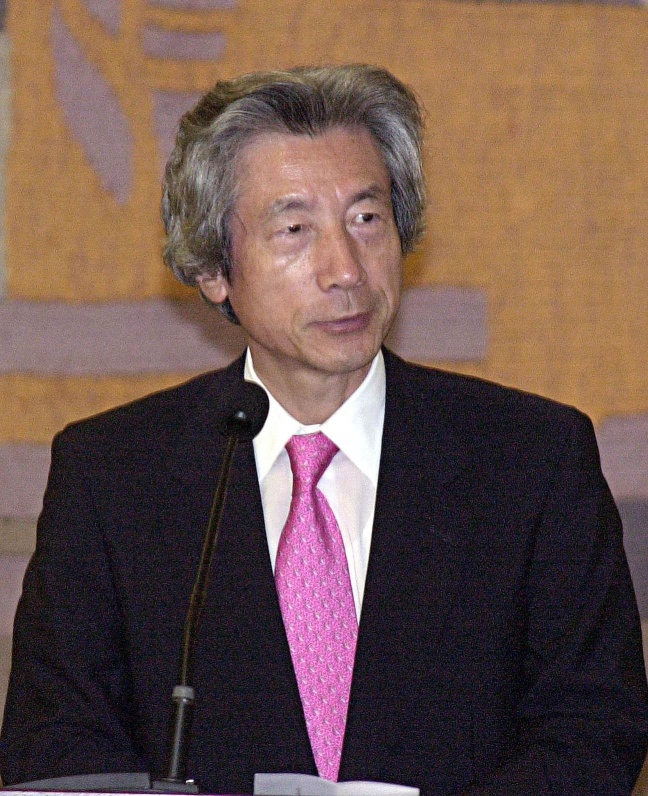

8. 2003年（平成15年）8月15日 - 小泉純一郎首相。「また、先の大戦において、我が国は、多くの国々、とりわけアジア諸国の人々に対して多大の損害と苦痛を与えました。国民を代表して、ここに深い反省の念を新たにし、犠牲となった方々に謹んで哀悼の意を表します。」[35]

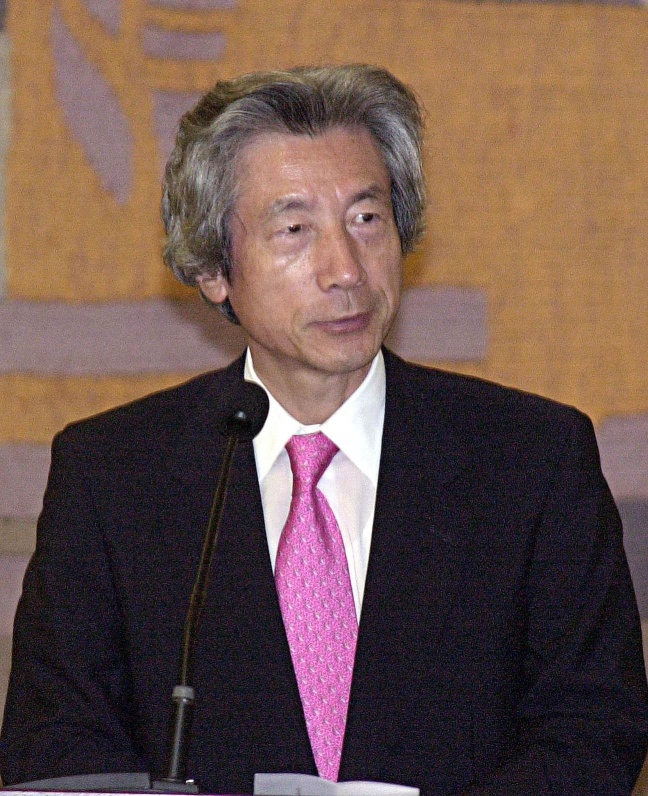

9. 2005年（平成16年）4月22日 - 小泉純一郎首相。「我が国は、かつて植民地支配と侵略によって、多くの国々、とりわけアジア諸国の人々に対して多大の損害と苦痛を与えました。こうした歴史の事実を謙虚に受けとめ、痛切なる反省と心からのお詫びの気持ちを常に心に刻みつつ、我が国は第二次世界大戦後一貫して、経済大国になっても軍事大国にはならず、いかなる問題も、武力に依らず平和的に解決するとの立場を堅持しています。……」[36]

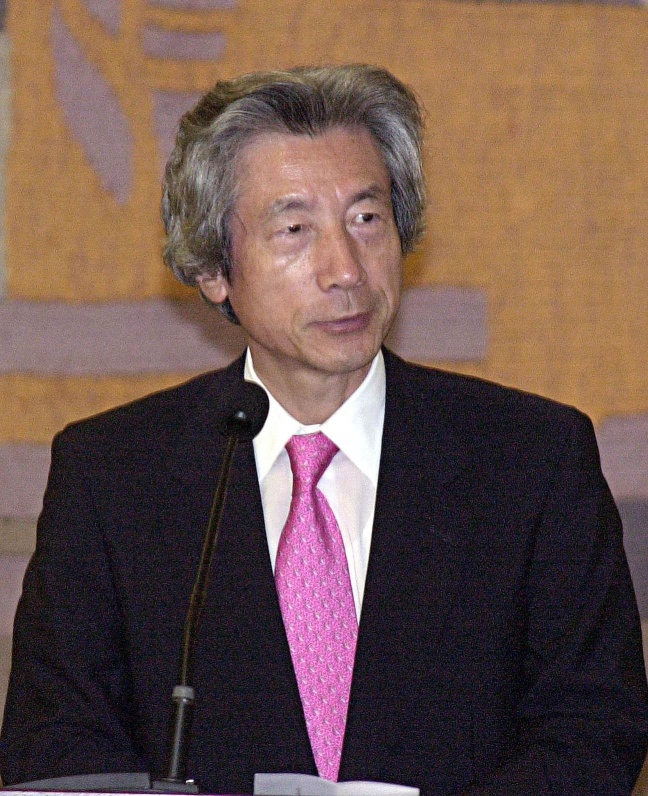

10. 2005年8月15日 - 小泉純一郎首相。「また、我が国は、かつて植民地支配と侵略によって、多くの国々、とりわけアジア諸国の人々に対して多大の損害と苦痛を与えました。こうした歴史の事実を謙虚に受け止め、改めて痛切な反省と心からのお詫びの気持ちを表明するとともに、先の大戦における内外のすべての犠牲者に謹んで哀悼の意を表します。……　我が国の戦後の歴史は、まさに戦争への反省を行動で示した平和の六十年であります。……　とりわけ一衣帯水の間にある中国や韓国をはじめとするアジア諸国とは、ともに手を携えてこの地域の平和を維持し、発展を目指すことが必要だと考えます。過去を直視して、歴史を正しく認識し、アジア諸国との相互理解と信頼に基づいた未来志向の協力関係を構築していきたいと考えています。」[37]（いわゆる小泉談話）

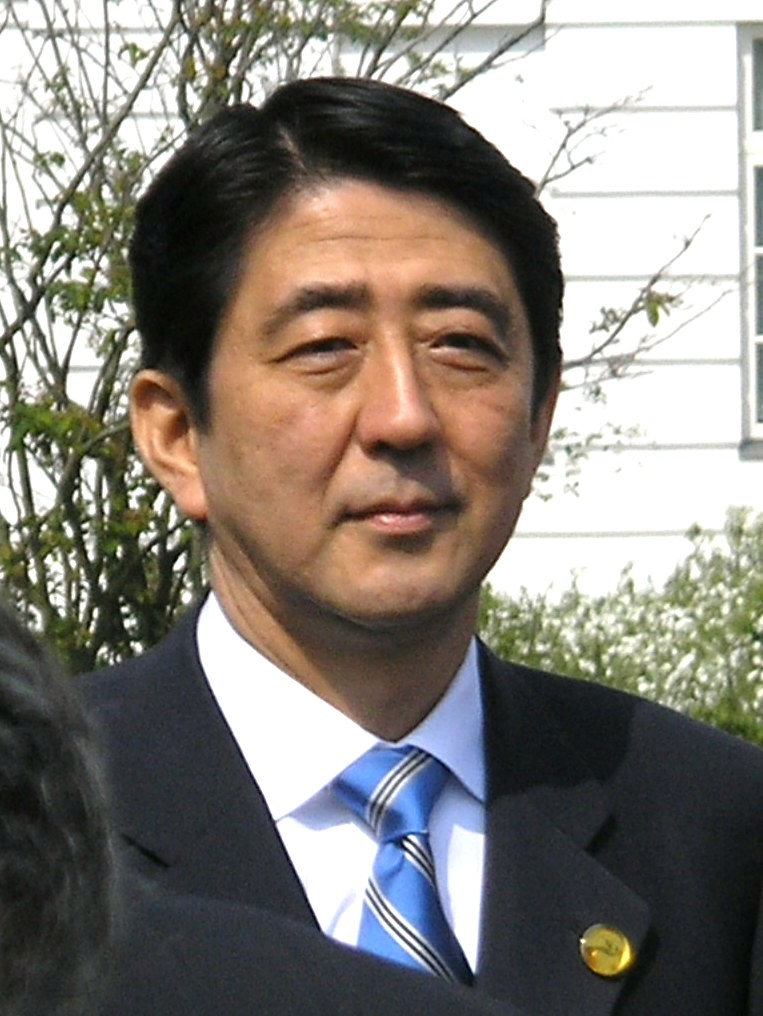

11. 2007年（平成19年）4月28日 - 安倍晋三首相。「慰安婦の問題について昨日、議会においてもお話をした。自分は、辛酸をなめられた元慰安婦の方々に、人間として、また総理として心から同情するとともに、そうした極めて苦しい状況におかれたことについて申し訳ないという気持ちでいっぱいである、20世紀は人権侵害の多かった世紀であり、21世紀が人権侵害のない素晴らしい世紀になるよう、日本としても貢献したいと考えている、と述べた。またこのような話を本日、ブッシュ大統領にも話した。」 ―（日米首脳会談後の記者会見にて）[38]

## 2010年代

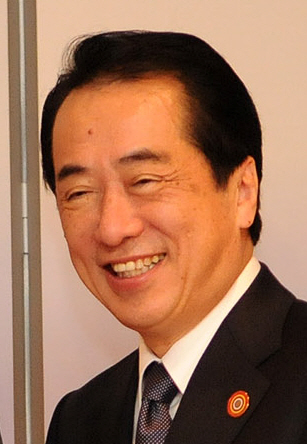

1. 2010年（平成22年）8月10日 - 菅直人首相（民主党所属）。「私は、歴史に対して誠実に向き合いたいと思います。歴史の事実を直視する勇気とそれを受け止める謙虚さを持ち、自らの過ちを省みることに率直でありたいと思います。痛みを与えた側は忘れやすく、与えられた側はそれを容易に忘れることは出来ないものです。この植民地支配がもたらした多大の損害と苦痛に対し、ここに改めて痛切な反省と心からのお詫びの気持ちを表明いたします。」[39]

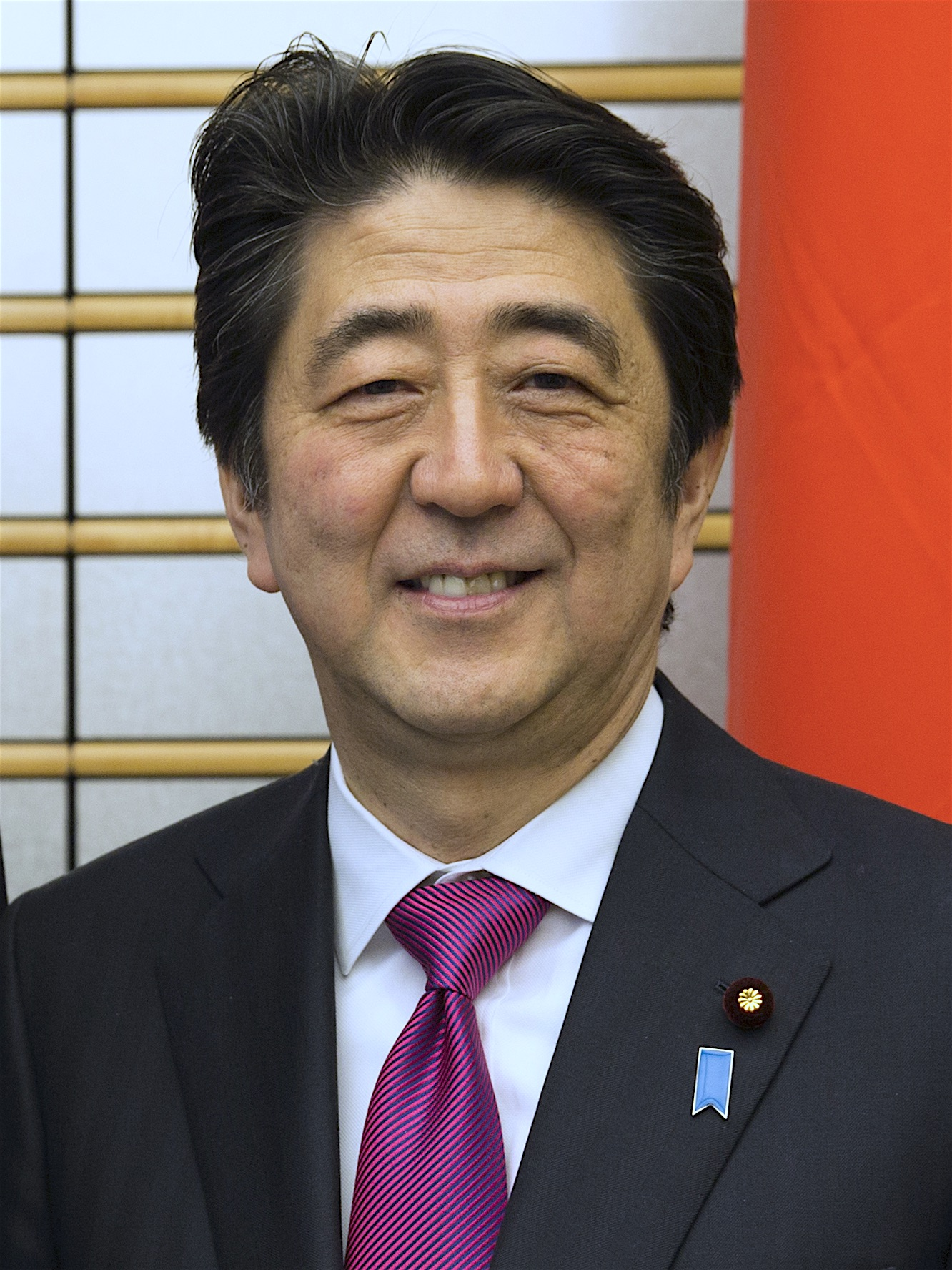

2. 2015年（平成27年）8月14日 - 安倍晋三首相（自民党所属）。「戦後七十年にあたり、国内外に斃れたすべての人々の命の前に、深く頭を垂れ、痛惜の念を表すとともに、永劫の、哀悼の誠を捧げます」「我が国は、先の大戦における行いについて、繰り返し、痛切な反省と心からのお詫びの気持ちを表明してきました。その思いを実際の行動で示すため、インドネシア、フィリピンはじめ東南アジアの国々、台湾、韓国、中国など、隣人であるアジアの人々が歩んできた苦難の歴史を胸に刻み、戦後一貫して、その平和と繁栄のために力を尽くしてきました。こうした歴代内閣の立場は、今後も、揺るぎないものであります。」[40]